# غلين هولم (لاعب كرة قدم)
غلين هولم (بالسويدية: Glenn Holm)‏ هو لاعب كرة قدم سويدي في مركز الوسط، ولد في 1955 في لاندسكرونا في السويد. لعب مع نادي أوربرو.